# جوردن بيرس
جوردن بيرس (بالإنجليزية: Jordan Pearce)‏ هو لاعب هوكي الجليد أمريكي، ولد في 10 أكتوبر 1986 في أنكوريج في الولايات المتحدة.

## وصلات خارجية
- جوردن بيرس على موقع دوري الهوكي الوطني (الإنجليزية)
- جوردن بيرس على موقع EliteProspects.com (الإنجليزية)
- جوردن بيرس على موقع HockeyDB.com (الإنجليزية)